# Eduardo Rodríguez
Eduardo Enrique Rodríguez (ur. 20 czerwca 1918 w La Placie, zm. 25 marca 2000) – piłkarz argentyński, obrońca.
Rodríguez karierę piłkarską rozpoczął w 1939 roku w klubie Estudiantes La Plata, gdzie grał do 1944 roku. W 1945 roku został piłkarzem klubu River Plate, gdzie jeszcze w tym samym roku sięgnął po tytuł mistrza Argentyny.
Jako piłkarz klubu River Plate był w kadrze reprezentacji podczas turnieju Copa América 1946, gdzie Argentyna drugi raz z rzędu zdobyła tytuł mistrza Ameryki Południowej. Rodríguez nie zagrał w żadnym meczu.
W 1947 roku Rodríguez drugi raz w swej karierze zdobył mistrzostwo Argentyny. W River Plate grał do 1949 roku - łącznie w lidze argentyńskiej rozegrał 255 meczów.